# Vitimiro
Vitimiro fue un rey de los greutungos, miembro de la familia de Hermanarico, que sucedió a este tras su suicidio.

## Vida
Amiano Marcelino, la única fuente conocida que trata sobre él, afirma que tras la muerte de Hermanarico, trató de resistir a los alanos, que eran aliados de los hunos, con ayuda de otros hunos mercenarios, pero tras varias derrotas murió en batalla. Se cree que gobernó probablemente de 375 a 376.
Dado que su hijo Viderico era demasiado joven para gobernar, el poder real pasó a manos de sus subordinados Alateo y Sáfrax.
Existe un paralelismo con la historia narrada por Jordanes, el otro autor que menciona a Hermanarico. Jordanes no menciona a Vitimiro, sino que narra que, a la muerte de Hermanarico, le sucedió un pariente llamado Vinitario, que reinó durante un año, y se enfrentó a los hunos en batalla. El rey huno Balamber sostuvo una larga guerra, y solo en la tercera batalla consiguió matar a Vinitario. Sin embargo, hay dudas sobre la existencia de este Balamber.